# Єрмаков Євген Сергійович
Євге́н Сергі́йович Єрмако́в (1994—2014) — солдат Збройних сил України, учасник російсько-української війни.

## З життєпису
Народився 1994 року в місті Вишгород (Київська область). Закінчив вишгородську школу «Сузір'я»; Катюжанське ВПТУ. Одружився; у подружжя народилася дитина.
У часі війни мобілізований навесні 2014-го — номер обслуги з відділення охорони і взводу охорони, 11-й батальйон територіальної оборони «Київська Русь». Брав участь у проведенні спільних з підрозділами МВС операцій щодо виявлення та знешкодження терористичних формувань у Слов'янську та Краматорську, на території довколишніх районів; у відбитті нападів на базовий табір українських військових (гора Карачун). Супроводжував автомобільні каравани по доставці боєприпасів, озброєння, військово-технічного майна та продовольства на блокпости.
У ніч проти 15 серпня група бійців батальйону на чолі з комбатом Олександром Гуменюком вирушила для проведення розвідки. Близько 04:40 ранку українські військові потрапили у засідку. Був смертельно поранений Олександр Гуменюк, потім старший солдат Олег Онікієнко отримав важке поранення; бійці намагалися евакуювати поранених. Загинув 15 серпня 2014 року в бою за Дебальцеве — потрапив у засідку біля смт Чорнухине (Перевальський район, Луганська область); прикривав відступ групи й загинув від пострілу снайпера.
Похований у Вишгороді 18 серпня 2014-го.
Без Євгена лишилися дружина, маленький син, батьки, брат із сестрою.

## Нагороди та вшанування
- 29 вересня 2014 року — за особисту мужність і героїзм, виявлені у захисті державного суверенітету та територіальної цілісності України, вірність військовій присязі під час російсько-української війни, відзначений — нагороджений орденом «За мужність» III ступеня (указ № 747/2014; посмертно).
- 9 грудня 2016 року на фасаді Катюжанського ВПТУ відкрито меморіальні дошки на честь Олега Габорака та Євгена Єрмакова.
- 10 вересня 2020 року рішенням Вишгородської міської ради № 67/3 присвоєно звання «Почесний громадянин міста Вишгород» (посмертно).[1]
- Його портрет розміщений на меморіалі «Стіна пам'яті полеглих за Україну» у Києві: секція 2, ряд 7, місце 36.
- Вшановується 15 серпня на щоденному ранковому церемоніалі вшанування українських захисників, які загинули цього дня у різні роки внаслідок російської збройної агресії[2].